# Франклин, Делано
Делано Франклин (англ. Delano Franklyn; 1959 — 9 февраля 2023) — ямайский политический деятель, член Сената Ямайки, адвокат, судья, предприниматель.

## Биография
Член Народной национальной партии Ямайки.
Получил среднее образование в Кингстонском колледже и высшее образование в Педагогическом колледже Мико (ныне Университетский колледж Мико), Вест-Индском университете и Юридической школе Нормана Мэнли.
В 1998 году был назначен главным советником премьер-министра Ямайки П. Дж. Паттерсона. В 1999 году был назначен мировым судьёй, в 2000 году был одним из известных выпускников, получивших Премию тысячелетия в педагогическом колледже Мико.
В октябре 2002 года стал сенатором и государственным министром в Министерстве иностранных дел и внешней торговли с особой ответственностью за ямайскую диаспору и зарубежные сообщества.
Один из партнёров-основателей юридической фирмы Wilson & Franklyn.
Автор и редактор нескольких книг: «Правильный шаг — корпоративное лидерство и управление на Ямайке» (2001), «Голос Ямайки в Карибской и мировой политике» (2002), «Вызовы перемен» (2003), «Мы хотим справедливости — Ямайка и Карибский суд» (2005), «Политика равенства» (2009), «Бег в историю — Ямайка и Олимпийские игры» (2008—2009) и «Ямайская диаспора: создание и операционная основа» (2010).
В 2010 году он прочитал ежегодную лекцию Фонда Грейс Кеннеди на тему: «Спорт на Ямайке — местная и международная перспектива».
В 2016 году у него диагностироли и госпитализировали с синдромом Гийена-Барре после того, как заразился вирусом Зика, переносимым комарами. Он подробно описал свою борьбу с опасным для жизни заболеванием.
Франклин был госпитализирован в сентябре 2022 года в тяжелом состоянии в университетскую больницу Вест-Индии (UHWI). В то время к бывшему сенатору был обращен срочный призыв о переливании крови.
Франклин был женат, жил в Сент-Эндрю, Ямайка, имел двоих детей.
Франклин умер 9 февраля 2023 года вечером после продолжительной болезни в возрасте 63 лет.